# Abigail Pniowsky
Abigail Pniowsky (* 26. Januar 2008 in Winnipeg, Kanada) ist eine kanadische Schauspielerin.

## Leben und Karriere
Abigail Pniowsky kam 2008 als Tochter von Jeff und Tracey Pniowsky zur Welt. Aufgewachsen in Fort Garry neben ihrer älteren Schwester Anna Pniowsky begann sie ihre Darstellerlaufbahn als junge Schauspielerin 2014 mit einem kleinen Auftritt in dem Fernsehfilm A Race Against Time: The Sharla Butler Story unter der Regie von Gregg Champion. Zwei Jahre später wurde sie in dem Science-Fiction-Film Arrival von Regisseur Denis Villeneuve in der Rolle der achtjährigen Hannah besetzt. Die Hauptrollen spielten Amy Adams, Jeremy Renner und Forest Whitaker. Noch im selben Jahr sah man sie in den beiden Kinoproduktionen Wait Till Helen Comes mit Maria Bello von Dominic James und dem Horrorfilm The Midnight Man von Regisseur Travis Zariwny. Im Jahr 2017 übernahm sie Rollen in den Drama-Serien Channel Zero und Ten Days in the Valley. 2018 spielte sie eine der weiblichen Hauptrollen in dem Horrorthriller He’s Out There von Quinn Lasher. Im Jahr 2019 sah man sie an der Seite von Heather Graham und Sophie Nélisse in Aisling Chin-Yees Filmdrama The Rest of Us.

## Filmografie (Auswahl)

### Kino
- 2016: Arrival
- 2016: Wait Till Helen Comes
- 2016: The Midnight Man
- 2018: He’s Out There
- 2019: The Rest of Us

### Fernsehen
- 2014: The Gabby Douglas Story (Fernsehfilm)
- 2016–2017: Channel Zero (Fernsehserie, 10 Episoden)
- 2017: Ten Days in the Valley (Fernsehserie, 9 Episoden)

## Auszeichnungen
The Joey Awards, Vancouver
- 2017: Auszeichnung für den Joey Award in der Kategorie Best Principal or Supporting Actress in a TV Movie Age 5–8 Years für Wait Till Helen Comes
- 2017: Auszeichnung für den Joey Award in der Kategorie Best Series Regular Or Leading Actress in a TV series 8–10 years für Channel Zero
- 2018: Auszeichnung für den Joey Award in der Kategorie Best Rercurring or Leading Actress in a Television Series 5–9 Years für Ten Days in the Valley